# Didier Otokoré
Didier Otokoré (Gagnoa, Costa de Marfil, 26 de marzo de 1969) es un exfutbolista y entrenador de fútbol de Costa de Marfil que jugaba en la posición de mediapunta.

## Carrera

### Club
| Periodo   | Club                |
| --------- | ------------------- |
| 1987–1993 | AJ Auxerre          |
| 1993      | FC Sochaux          |
| 1993–1994 | AS Cannes           |
| 1994–1995 | EA Guingamp         |
| 1995–1996 | AJ Auxerre          |
| 1996–1998 | CS Louhans-Cuiseaux |
| 1998–1999 | Al Wasl FC          |
| 1999–2000 | Al-Fujairah SC      |
| 2000–2001 | FC Bourg-Peronnas   |

### Selección nacional
Jugó para Costa de Marfil en 67 ocasiones de 1988 a 1993 y anotó seis goles; participó en dos ediciones de la Copa Africana de Naciones.

### Entrenador
| Periodo   | Club                     |
| --------- | ------------------------ |
| 2006-2007 | Stade d'Abidjan          |
| 2007-2009 | Séwé Sports de San Pédro |

## Logros

### Jugador
- Ligue 1 (1): 1995/96
- Copa de Francia (1): 1995/96
- Copa Africana de Naciones (1): 1992

### Entrenador
- Segunda División de Costa de Marfil (1): 2008[5]